# Rudy Hartono
Rudy Hartono Kurniawan, nato Nio Hap Liang; 梁海量S, Liang HailiangP (Surabaya, 18 agosto 1949), è un ex giocatore di badminton indonesiano.

## Palmarès

### Olimpiadi
- 1 medaglia:
  - 1 oro (Monaco di Baviera 1972 nel singolo)

### Mondiali
- - 1 medaglia:
  - 1 oro (Giacarta 1980 nel singolo)

### Thomas Cup
- 6 medaglie:
  - 4 ori (Kuala Lumpur 1970 a squadre; Giacarta 1973 a squadre; Bangkok 1976 a squadre; Giacarta 1976 a squadre)
  - 2 argenti (Giacarta 1967 a squadre; Londra 1982 a squadre)

### Giochi asiatici
- 1 medaglia:
  - 1 oro (Bangkok 1970 a squadre)